# María Tomasa de Palafox
María Tomasa de Palafox, marchesa di Villafranca, in spagnolo: María Tomasa Palafox y Portocarrero (Madrid, 7 marzo 1780 – Napoli, 14 ottobre 1835), è stata una pittrice spagnola.

## Biografia
Era la figlia di Felipe Antonio Palafox, e di sua moglie, María Francisca de Sales de Portocarrero.
María Tomasa ricevette una formazione eccellente sotto la supervisione di sua madre, una donna illuminata e influente.
È stata nominata membro onorario, nel 1805, presso l'Accademia di belle arti di Madrid.

## Matrimonio
A Madrid sposò, il 29 gennaio 1798, Francisco de Borja Álvarez de Toledo (9 giugno 1763 – 12 febbraio 1821), figlio di Antonio Álvarez de Toledo. Ebbero sei figli:
- Francisco Álvarez de Toledo (9 giugno 1799 – 1816);
- María Teresa Álvarez de Toledo (1801 – 16 aprile 1866), sposò Joaquín Cavero, ebbero sette figli;
- Pedro de Alcántara Álvarez de Toledo (11 maggio 1803 – 10 gennaio 1867);
- María Tomasa Álvarez de Toledo (5 ottobre 1805 – 29 ottobre 1870), sposò Pedro Caro, ebbero quattro figli;
- José María Álvarez de Toledo (1 febbraio 1812 – 7 gennaio 1885), sposò María del Carmen Lucía de Acuña, ebbero tre figli;
- Ignacio Álvarez de Toledo (1 febbraio 1812 – 1 giugno 1878), sposò Teresa Álvarez de Toledo, ebbero tre figli.

Nel 1811 fondò a Cadice la Sociedad Patriótica de Señoras de Fernando VII. Per 18 anni fu segretaria della giunta delle dame d'onore e merito, dove si impegnò attivamente in programmi di riforme sociali, tra i quali possiamo evidenziare l'istruzione alle donne e il miglioramento delle condizioni delle carceri femminili.

## Morte
Morì il 14 ottobre 1835 a Napoli.

## Ascendenza
|                                                                      |                                  |                                                             | Genitori                                                                  |  |  | Nonni |  |  | Bisnonni                                              |  |  | Trisnonni                                                 |  |
|                                                                      |                                  |                                                             |                                                                           |  |  |       |  |  | Juan Antonio de Palafox y Zuñiga, V marchese di Ariza |  |  | Juan Francisco de Palafox y Cardona, IV marchese di Ariza |  |
|                                                                      |                                  |                                                             |                                                                           |  |  |       |  |  | Juan Antonio de Palafox y Zuñiga, V marchese di Ariza |  |  | Juan Francisco de Palafox y Cardona, IV marchese di Ariza |  |
|                                                                      |                                  | Francisca de Zúñiga y Davila                                |                                                                           |  |  |       |  |  | Juan Antonio de Palafox y Zuñiga, V marchese di Ariza |  |  |                                                           |  |
| Joaquin Antonio Jiménes de Palafox y Centurión, VI marchese di Ariza |                                  |                                                             |                                                                           |  |  |       |  |  | Juan Antonio de Palafox y Zuñiga, V marchese di Ariza |  |  |                                                           |  |
|                                                                      |                                  | Francesca Josefa Centurión de Córdova, V marchesa di Armuña | Francisco Cecilio Buenaventura Centurión de Cordoba, IV marchese d'Armuña |  |  |       |  |  |                                                       |  |  |                                                           |  |
|                                                                      |                                  | Francesca Josefa Centurión de Córdova, V marchesa di Armuña | Francisco Cecilio Buenaventura Centurión de Cordoba, IV marchese d'Armuña |  |  |       |  |  |                                                       |  |  |                                                           |  |
|                                                                      |                                  | Francesca Josefa Centurión de Córdova, V marchesa di Armuña | Luisa Antonia Mesia y Portocarrero, VII marchese de la Guardia            |  |  |       |  |  |                                                       |  |  |                                                           |  |
| Felipe Antonio de Palafox y Croy d'Havré, VII marchese di Ariza      |                                  | Francesca Josefa Centurión de Córdova, V marchesa di Armuña |                                                                           |  |  |       |  |  |                                                       |  |  |                                                           |  |
|                                                                      |                                  | Jean-Baptiste de Croÿ d'Havré                               | Ferdinand-Joseph-François de Croÿ d'Havré                                 |  |  |       |  |  |                                                       |  |  |                                                           |  |
|                                                                      |                                  | Jean-Baptiste de Croÿ d'Havré                               | Ferdinand-Joseph-François de Croÿ d'Havré                                 |  |  |       |  |  |                                                       |  |  |                                                           |  |
|                                                                      |                                  | Jean-Baptiste de Croÿ d'Havré                               | Marie Joséphine Barbe van Halewijn                                        |  |  |       |  |  |                                                       |  |  |                                                           |  |
| Marie Anne Charlotte de Croÿ d'Havré                                 |                                  | Jean-Baptiste de Croÿ d'Havré                               |                                                                           |  |  |       |  |  |                                                       |  |  |                                                           |  |
|                                                                      |                                  | Maria Anna Cesarina Lante Montefeltro della Rovere          | Antonio Lante Montefeltro della Rovere, II duca di Bomarzo                |  |  |       |  |  |                                                       |  |  |                                                           |  |
|                                                                      |                                  | Maria Anna Cesarina Lante Montefeltro della Rovere          | Antonio Lante Montefeltro della Rovere, II duca di Bomarzo                |  |  |       |  |  |                                                       |  |  |                                                           |  |
|                                                                      |                                  | Maria Anna Cesarina Lante Montefeltro della Rovere          | Louise Angélique Charlotte de La Trémouille                               |  |  |       |  |  |                                                       |  |  |                                                           |  |
| María Tomasa de Palafox                                              |                                  | Maria Anna Cesarina Lante Montefeltro della Rovere          |                                                                           |  |  |       |  |  |                                                       |  |  |                                                           |  |
|                                                                      | Felipe Antonio de Palafox y Croÿ | Joaquín Antonio de Palafox y Centurión                      |                                                                           |  |  |       |  |  |                                                       |  |  |                                                           |  |
|                                                                      | Felipe Antonio de Palafox y Croÿ | Joaquín Antonio de Palafox y Centurión                      |                                                                           |  |  |       |  |  |                                                       |  |  |                                                           |  |
|                                                                      | Felipe Antonio de Palafox y Croÿ | Marienne Charlotte de Croÿ                                  |                                                                           |  |  |       |  |  |                                                       |  |  |                                                           |  |
| Cipriano de Palafox y Portocarrero                                   | Felipe Antonio de Palafox y Croÿ |                                                             |                                                                           |  |  |       |  |  |                                                       |  |  |                                                           |  |
|                                                                      |                                  | María Francisca de Sales Portocarrero de Guzmán y Zúñiga    | Cristóbal Portocarrero y Fernández de Córdova                             |  |  |       |  |  |                                                       |  |  |                                                           |  |
|                                                                      |                                  | María Francisca de Sales Portocarrero de Guzmán y Zúñiga    | Cristóbal Portocarrero y Fernández de Córdova                             |  |  |       |  |  |                                                       |  |  |                                                           |  |
|                                                                      |                                  | María Francisca de Sales Portocarrero de Guzmán y Zúñiga    | María Josefa López de Zuñiga y Pacheco                                    |  |  |       |  |  |                                                       |  |  |                                                           |  |
| María Francisca de Palafox Portocarrero y Kirkpatrick                |                                  | María Francisca de Sales Portocarrero de Guzmán y Zúñiga    |                                                                           |  |  |       |  |  |                                                       |  |  |                                                           |  |
|                                                                      |                                  | William Kirkpatrick                                         | William Kirkpatrick                                                       |  |  |       |  |  |                                                       |  |  |                                                           |  |
|                                                                      |                                  | William Kirkpatrick                                         | William Kirkpatrick                                                       |  |  |       |  |  |                                                       |  |  |                                                           |  |
|                                                                      |                                  | William Kirkpatrick                                         | Mary Wilson                                                               |  |  |       |  |  |                                                       |  |  |                                                           |  |
| María Manuela Kirkpatrick                                            |                                  | William Kirkpatrick                                         |                                                                           |  |  |       |  |  |                                                       |  |  |                                                           |  |
|                                                                      |                                  | Marie Françoise de Grevigné                                 | Henri de Grevigné                                                         |  |  |       |  |  |                                                       |  |  |                                                           |  |
|                                                                      |                                  | Marie Françoise de Grevigné                                 | Henri de Grevigné                                                         |  |  |       |  |  |                                                       |  |  |                                                           |  |
|                                                                      |                                  | Marie Françoise de Grevigné                                 | Francisca Antonia de Gallegos y Delgado                                   |  |  |       |  |  |                                                       |  |  |                                                           |  |
|                                                                      |                                  | Marie Françoise de Grevigné                                 |                                                                           |  |  |       |  |  |                                                       |  |  |                                                           |  |